# UAI-50
UAI-50 (Ukrainian Average Index-50, Український Зважений Індекс широкого ринку) – станом на 20 вересня 2010 року єдиний фондовий індикатор на українському фондовому ринку, розроблений не учасниками ринку, а аналітиками незалежного інтернет-видання FundMarket. 
Решта індексів розраховуються або біржами - (індекс ПФТС і індекс Української Біржі), або учасниками ринку (наприклад Dragon Capital, ТЕКТ).
До індексного кошика входить 50 найбільш ліквідних емітентів акцій. Адекватність формули індексу підтверджується його кореляцією з основними індикаторами українського фондового ринку (індексами PFTS и UX). Хоча, у зв'язку зі значно більшою кількістю емітентів, які входять до індексного кошика, його абсолютні значення суттєво відстають від обох вищеназваних. 
Недоліком індексу є його прив'язка лише до акцій емітентів, які торгуються на одній біржі – ПФТС. Акції емітентів, які торгуються на Українській Біржі, не входять до складу розрахункового кошика індексу UAI-50.
Індекс розраховується з 1 січня 2008 року. Стартові значення – 100 п.п.

## Індексний кошик
Станом на 12 серпня 2010 року індексний кошик UAI-50 усе ще складається з емітентів, які торгуються лише на одній українській біржі – ПФТС. Емітенти, які торгуються на другому українському фондовому майданчику – УБ (Українська біржа) поки що не входить у кошик UAI-50.
Акції, які входять до індексного кошика:
- банківський сектор: Райффайзен Банк Аваль (BAVL), КБ "Форум" (FORM), Мегабанк(MEGA), Родовід Банк (RODB), АБ «Банк соціального розвитку „Укрсоцбанк” (USCB).

- металургійний сектор:  Алчевський металургійний комбінат (ALMK), металургійний комбінат «Азовсталь» (AZST), Дніпропетровський металургійний комбінат імені Петровського (DMZP),  Дніпроспецсталь (DNSS),  Донецький металургійний завод (DOMZ),  Єнакіївський металургійний завод (ENMZ),  Арселор Міттал Кривий Ріг (KSTL),  Маріупольський металургійний комбінат імені Ілліча (MMKI).

- машинобудування:  Азовзагальмаш (AZGM),  Донецькгормаш (DGRM),  Дружковський машинобудівний завод (DRMZ),  Крюковський вагонобудівний завод (KVBZ), Холдингова компанія «Луганськтепловоз» (LTPL),  Мотор Січ (MSICH), Маріупольський завод важкого машинобудування «Азовмаш»(MZVM),  Сумське машинобудівне НВО ім. Фрунзе (SMASH),  Стаханівський вагонобудівний завод (SVGZ).

- автомобілебудування:  УкрАВТО (AVTO),  АвтоКрАЗ (KRAZ),  Луцький автомобільний завод (ЛуАЗ) (LUAZ).

- електроенергетика:  Центренерго (CEEN),  Дніпроенерго (DNEN),  Донбасенерго (DOEN),  Київенерго (KIEN),  Західенерго (ZAEN),  Дніпрообленерго (DNON),  Крименерго (KREN),  Полтаваобленерго (POON).

- трубна промисловість:  Інтерпайп Нижньодніпровський трубопрокатний завод (NITR),  Інтерпайп Новомосковський трубний завод (NVTR),  Дніпропетровський трубний завод (DTRZ).

- хімічна промисловість:  Концерн Стирол (STIR),  Дніпрошина (DNSH).

- вугільна промисловість: Шахта «Червоноармійська-Західна № 1» (SHCHZ), Шахта «Комсомолець Донбасу» (SHKD),  Алчевський коксохімічний завод (ALKZ),  Авдіївський коксохімічний завод (AVDK),  Ясинівський коксохімічний завод (YASK).

- видобування руди:  Полтавський ГЗК (гірничо-збагачувальний комбінат) (PGOK),  Південний ГЗК (PGZK),  Запорозький завод феросплавів (ZFER),  Нікопольский завод феросплавів (NFER).

а також:  Укрнафта (UNAF),  Укртелеком (UTLM),  Мостобуд (MTBD)